# Acadèmia del Nepal
L'Acadèmia de Nepal (Nepalès: नेपाल प्रज्ञा–प्रतिष्ठान), anteriorment Acadèmia de Nepal Reial (Nepalès: नेपाल राजकीय प्रज्ञा–प्रतिष्ठान), és una corporació autònoma dins el Nepal establerta per a la promoció de les llengües, literatura, cultura, filosofia i ciències socials del Nepal. L'acadèmia encarrega investigacions amb l'objectiu de promoure el desenvolupament cultural i intel·lectual coordinant activitats nacionals i internacionals. El canceller actual de l'acadèmia és Bhupal Rai i el Professor Dr. Dhan Prasad Subedi és el membre secretari.
Un moviment per una acadèmia cultural nacional de Nepal va començar durant el segle xx, amb les figures nacionals que demanen el seu establiment, incloent el poeta nepalès i exministre d'educació, Laxmi Prasad Devkota. L'acadèmia va ser establerta el juny de 1957 com a Acadèmia Nepalesa de Literatura i Art. Més tard fou anomenada com a Reial Acadèmia Nepalesa. Després de la transició del Nepal a una república el 2008, va ser rebatejada com Acadèmia del Nepal mitjançant l'Acte d'Acadèmia del Nepal 2007 promulgat pel Parlament de Nepal.
L'acadèmia anualment organitza el Festival Nacional de la música i ball folklòrics, el Festival Cultural Nacional, una celebració per a commemorar el poeta Bhanubhakta Acharya.

## Objectius
L'Acadèmia de Nepal fou inicialment establerta amb els objectius del desenvolupament i promoció de la literatura, cultura, art i ciència nepaleses. Després dels canvis en el seu acte, els seus objectius van ser modificats. L'acadèmia ara treballa ajudant i preparant recerques i treballs ben investigats sobre diversos temes relacionats a les llengües, literatura, filosofia, cultura i ciències socials. També apunta a conferir honors i distincions a erudits i artistes creatius reconeixent les seves contribucions en els seus respectius camps i treballant pel desenvolupament integral de diversos camps de coneixement a nivell nacional i internacional fomentant l'interès de les persones en aquests camps i l'aptitud pel procés de producció i pensament creatiu de feines creatives. Més específicament, els objectius de l'Acadèmia del Nepal són els següent:
- Enfocar-se en la creació de feines originals en els camps de les llengües, cultura, filosofia i ciències socials.
- Per traduir coses de llengües estrangeres al Nepalès i altres llengües maternes i viceversa.
- Per organitzar xerrades, conferències, tallers de seminaris, conferències, exposicions, etc. En els temes relacionats a la llengua, literatura, filosofia i ciències socials, i per participar en programes internacionals d'aquesta naturalesa.
- Per mantenir relacions amb altres organitzacions internacionals relacionades.
- Per honorar i premiar a persones i reconèixer les seves contribucions a la llengua, literatura, art, habilitats, música, teatre, cultura i ciències socials,
- Per promoure una atmosfera agradable així facilitant les feines d'individus i organitzacions dedicades a les àrees que es promouen des de l'acadèmia.
- Per oferir afiliacions a erudits, artistes i organitzacions,
- Per acomplir altres feines relacionades amb Acadèmia del Nepal.

## Departaments
Una reunió del consell acadèmic el 8 de gener de 2019 va formar onze departaments temàtics.
- Departament de la Llengua (Llengua Nepalesa, Diccionari i Gramàtica)
- Departament de Cultura
- Departament de Filosofia
- Departament de Ciències Socials
- Departament de la Llengua (Altres llengües pròpies del Nepal, Diccionari i Gramàtica)
- Departament de Literatura (Poesia)
- Departament de Literatura (Traducció)
- Departament de Literatura (Ficció/de Prosa)
- Departament de Literatura (Crítica i Assajos)
- Departament de Literatura (Altres llengües maternes)
- Departament de Literatura (la literatura del folklore i dels infants)

## Galeria

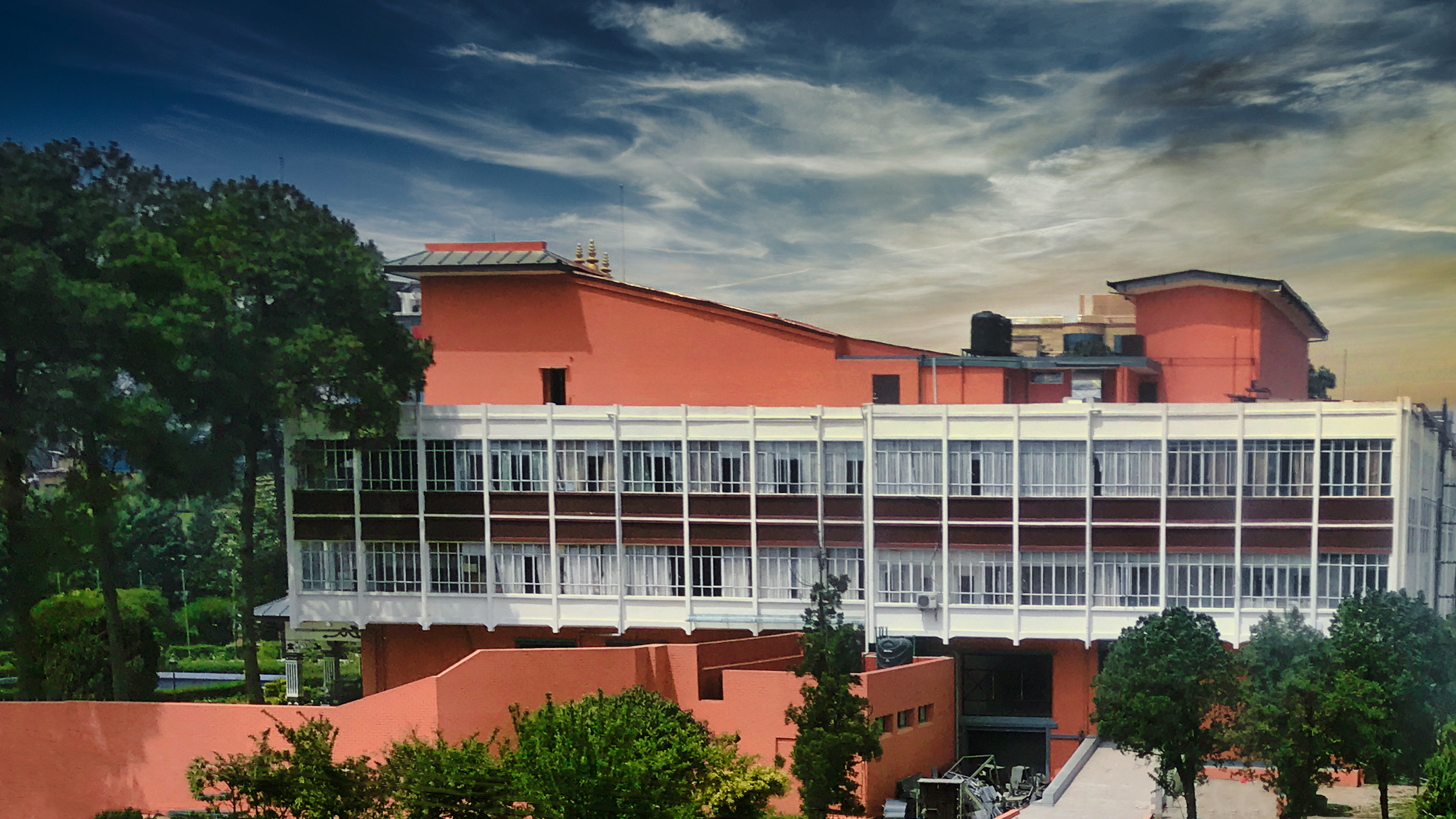
Exterior de l'Acadèmia de Nepal
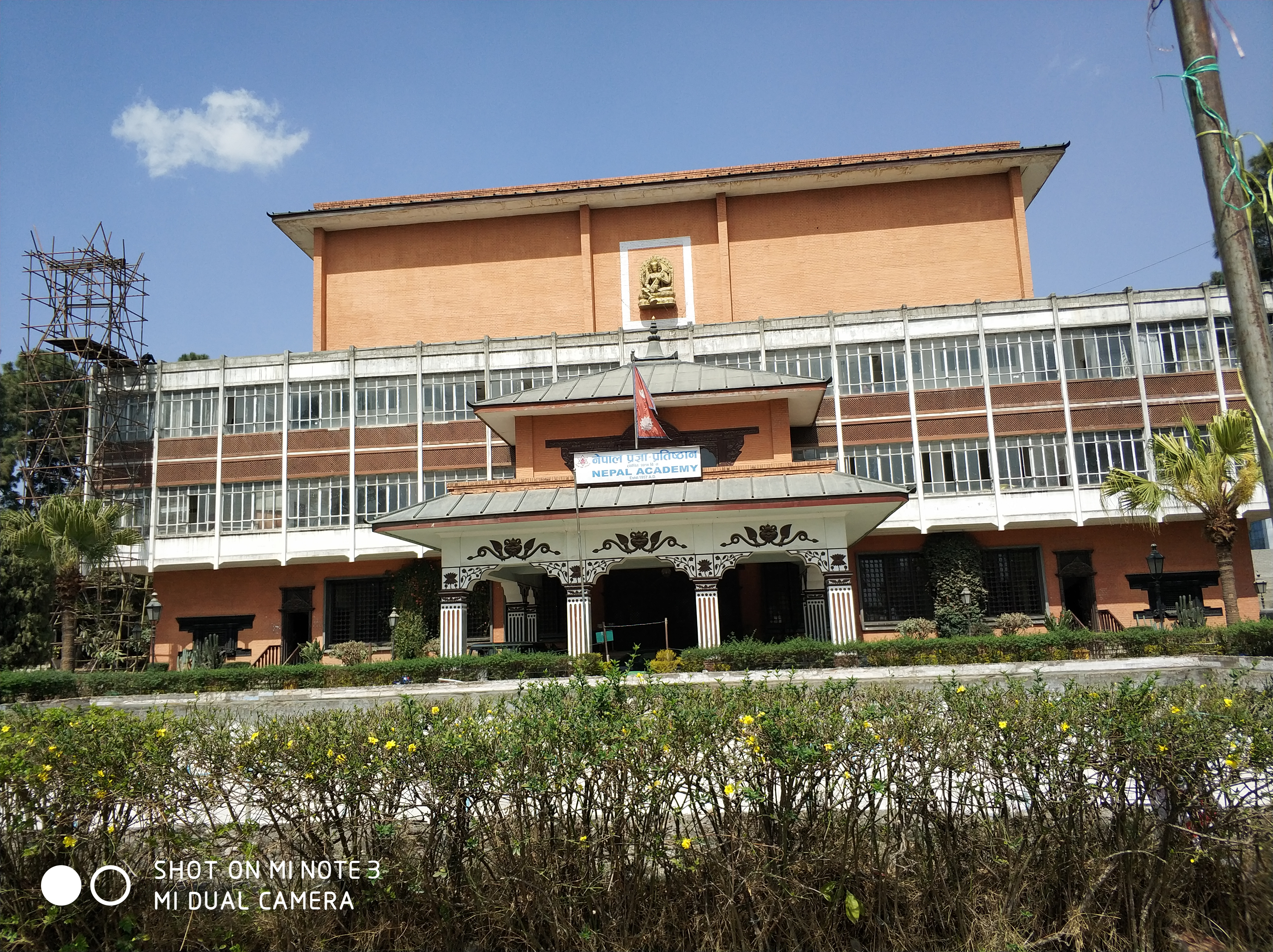
Edifici d'Acadèmia del Nepal, Kamaladi, Kàtmandu
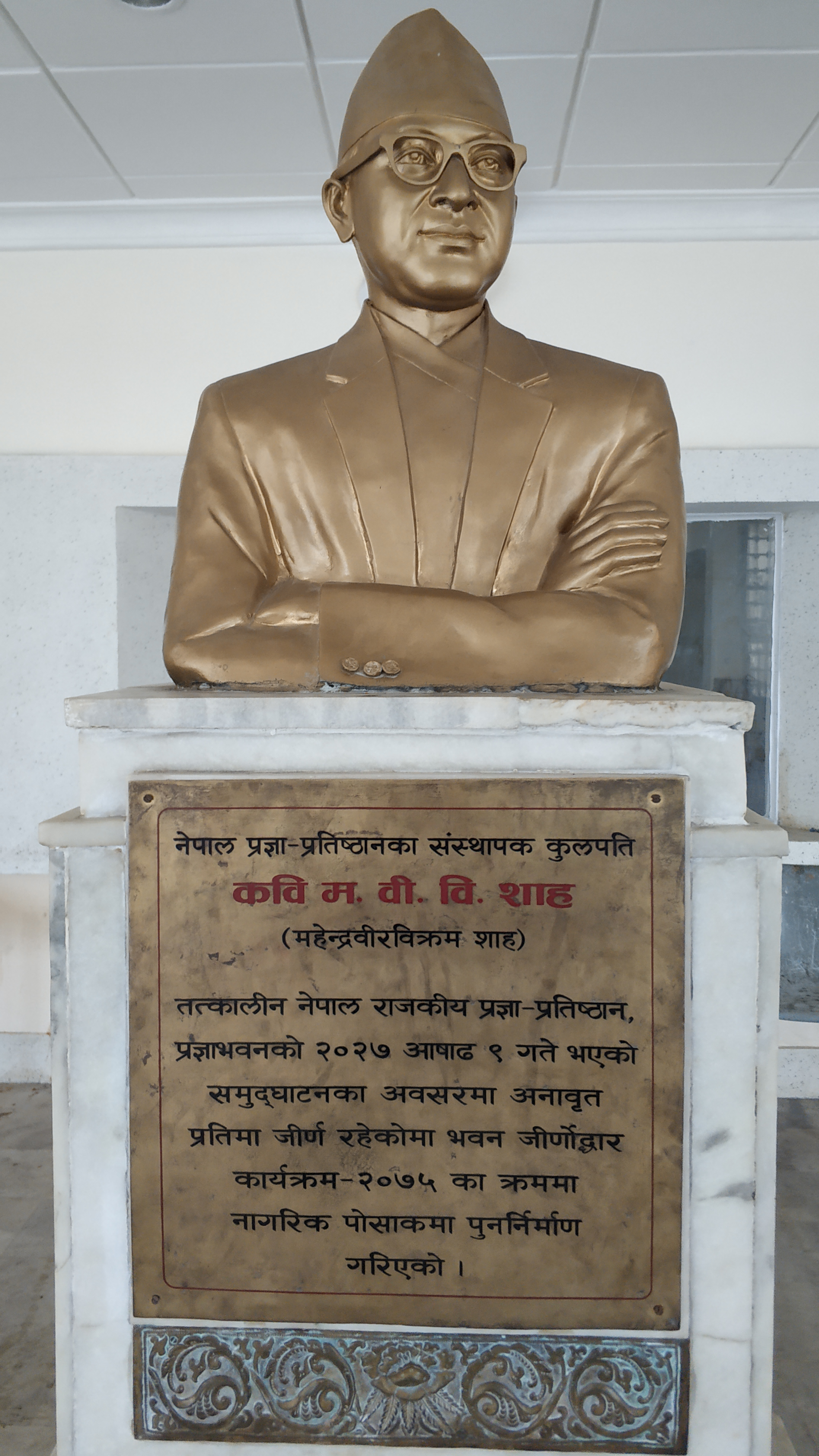
Estàtua de fundar canceller d'Acadèmia de Nepal, MBB Shah
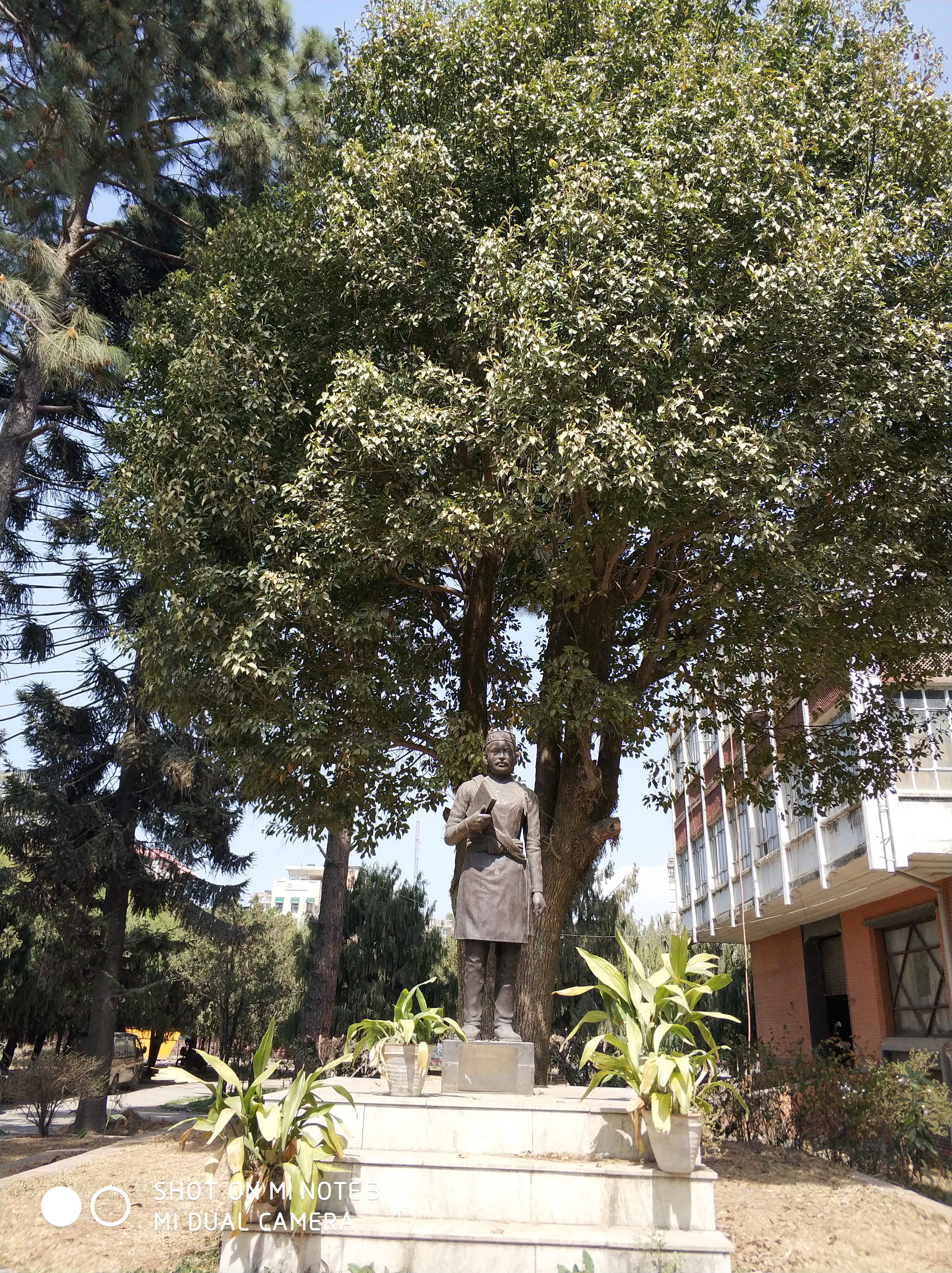
Estàtua de Bhanubhakta Acharya a Acadèmia de Nepal